# シェアガント
シェアガントとは、株式会社シェアガントが提供する、ガントチャート・プロジェクト管理用のクラウドサービスである。ガントチャートやタスク管理、チャット、キャラクターによる通知機能などを備え、主に中小企業向けに設計されている。

## 概要
シェアガントを提供している株式会社シェアガントは、フリーランスなどの「新しい働き方」を支援するツールを開発する会社として2018年5月に設立された。
デジタルツールやプロジェクト運営に不慣れな企業でも業務の進行が可能となるよう設計されており、特に中小企業における導入が想定されている。ガントチャートやカンバン、リスト、カレンダー、チャットなどの基本機能に加え、キャラクターによる通知支援などの独自の機能を持つ。
近年のDX（デジタルトランスフォーメーション）の推進に伴い、業務の非対面化やデジタルツールの導入が進んでいるが、一部ではコミュニケーションの困難さや心理的負担の増加といった課題も指摘されている。シェアガントは、こうした状況に対応する一例として、職場内の伝達負荷を軽減する設計がなされている点が特徴とされている。

## 歴史
2020年11月26日　オンライン混在型の働き方を実現するプロジェクト管理ツールとして、β版を発表。
2021年8月31日　正式版をリリース。
2022年1月　「DXサポートツール」と題して、Excelなどの表計算ソフトで作成された既存のガントチャートを移行できる機能を実装した。
2023年6月2日　大幅アップデートし、「シェアガント2.0」の提供開始。「心理的安全性の高い職場づくり」をサポートする新たな機能を多数追加した。
2023年8月29日　「シェアガント」の導入企業数が2,000社を突破したことを発表した。
2023年12月11日　シェアガント専用のモバイルアプリv1.0を新規リリース。
2024年2月9日　キャラクター介入機能を追加（バージョン2.2.0）。
2024年12月12日　AIガントチャート機能の実装を開始。
2025年2月7日　「職場管理画面」を実装するとともに、ユーザー管理の種類を拡張（管理者・職場メンバー・ゲスト）。

## 機能
シェアガントには複数のプロジェクトを統括する「職場」と、その中に作成できる「プロジェクト」が存在する。アカウントを作成した後に職場を立ち上げ、個別に他のユーザーを招待する。各プロジェクトごとに以下の機能がある。

### 特徴的な機能
- AIガントチャート：プロジェクト名とキーワードを入力すると、AIがガントチャートを自動生成する機能。
- キャラクターサポート機能：タスクの締め切りやメッセージの未返信などをキャラクター（ツヅル、モフモフ、グルグル）が代わりに通知する。
- マルチデバイス対応：PC版に加えてiOS版も提供されており、移動中や外出先での使用が推奨されている。

### その他の機能
- ガントチャート
  - 自動スケジュール調整機能
  - デイリー、ウィークリー、マンスリー表示切り替え機能
  - シェアミー機能 （スケジュールやタスクを確認しながら、同じ画面で職場のメンバーや担当者にメッセージを送る）
  - エクスポート機能（Excelなどの表計算ソフトへの変換）
  - 営業日表示機能 （土日の表示と非表示を切り替え）
  - 完了タスク表示切り替え機能（完了して確認する必要のないタスクを非表示にし、確認が必要なタスクだけを表示して管理）
- リスト（タスクを一覧表示）
- カンバン （各タスクの進捗のステータスで分類表示）
- カレンダー
- プロジェクト内のチャット
- DM
- ダッシュボード
- 職場のメンバー管理
- プロジェクトのメンバー管理
- 管理者権限の変更
- 共有したファイルの管理
- 共有ノートの作成・編集
- プロジェクト操作履歴の確認
- 外部連携
- 職場・プロジェクト管理設定
- 通知設定

## 導入事例
合同会社イーストタイムズ
- 「少数精鋭のスケールアップに必須な「スキルの標準化」をシェアガント導入で実現」